# Director de dades
Un director de dades (en anglès Chief Data Officer o CDO) és un càrrec oficial corporatiu responsable del govern i la utilització de la informació a tota l'empresa com a actiu, mitjançant el processament de dades, l'anàlisi, la mineria de dades, el comerç d'informació i altres mitjans. Els CDO solen informar el director general (CEO), tot i que depenent de l'àrea d'experiència això pot variar. El CDO és membre de l'equip directiu executiu i gestor de processament de dades i mineria de dades a tota l'empresa.
Recentment, països com el Canadà, Estònia, França, Espanya i els Estats Units han establert aquest càrrec de Chief Data Officer. I hi ha esforços en curs per defensar que aquest paper sigui més prevalent a les estructures governamentals per supervisar l'estratègia de dades i l'ecosistema de les nacions respectives.

## Definició del rol
El títol de director de dades comparteix la seva abreviatura amb el de director digital, però tots dos no són la mateixa feina. El director de dades té una mesura important de responsabilitat empresarial per determinar quins tipus d'informació triarà l'empresa per capturar, retenir i explotar i amb quins propòsits. No obstant això, el director digital o el director d'informació digital tot i dir-se de forma bastant similar sovint no assumeixen aquesta responsabilitat empresarial, sinó que és responsable dels sistemes d'informació a través dels quals s'emmagatzemen i processen les dades. El propòsit d'un director de dades és connectar els resultats tecnològics amb els resultats empresarials necessaris. Diversos altres rols impliquen tenir una comprensió del valor empresarial, i han d'entendre el significat d'utilitzar dades per obtenir resultats empresarials. Es pot aconseguir coneixent els membres de l'equip i les activitats dutes a terme, els valors dels grups d'interès i la comprensió de les necessitats del client. Algunes responsabilitats inclouen el govern, l'assessorament i el seguiment de les dades de l'empresa. Pel que fa a les operacions, vol dir habilitar la usabilitat de les dades juntament amb l'eficiència i la disponibilitat. Han d'innovar, cosa que significa impulsar el negoci cap a la innovació en la transformació digital, la reducció de costos i la generació d'ingressos. La seva funció també és proporcionar anàlisis de suport amb informes sobre productes, clients, operacions i mercats. Han de protegir les dades i eliminar el territorialisme de les dades alhora que promouen l'ètica de les dades.

## Història i evolució
El paper de gestor de tractament de dades no es va elevar a l'alta direcció abans dels anys vuitanta quan ja es parlava de l'era informàtica. Avui dia, però, com que les organitzacions han reconegut la importància de la tecnologia de la informació, així com de la intel·ligència empresarial, la integració de dades, la gestió de dades mestres i el processament de dades per al funcionament fonamental del negoci quotidià, aquest paper s'ha tornat més visible i crucial. Aquesta funció inclou definir prioritats estratègiques per a l'empresa en l'àrea de sistemes de dades i oportunitats, identificar noves oportunitats de negoci relacionades amb les dades, optimitzar la generació d'ingressos a través de les dades i, en general, representar les dades com a actiu estratègic de negoci a la taula executiva.
Amb l'augment de les arquitectures orientades a serveis (SOA), la integració de sistemes a gran escala i els mecanismes heterogenis d'emmagatzematge/intercanvi de dades (bases de dades, XML, EDI, etcètera), és necessari tenir una persona d'alt nivell, que posseeixi una combinació de coneixements empresarials, habilitats tècniques i habilitats de persones, guiant l'estratègia de dades. A més de les oportunitats d'ingressos, l'estratègia d'adquisició i les polítiques de dades dels clients, el director de dades s'encarrega d'explicar el valor estratègic de les dades i el seu paper important com a actiu empresarial i generador d'ingressos a executius, empleats i clients. Això contrasta amb la visió antiga dels sistemes de dades com a simples sistemes informàtics de frontend i backend.
Més recentment, amb l'adopció de la ciència de dades, de vegades es considera que el director de dades és la persona clau de l'estratègia, ja sigui que informa el director d'estratègia o que ocupa el paper de CSO en lloc d'un. Aquesta persona té la responsabilitat de mesurar les diferents línies de negoci i, en conseqüència, definir l'estratègia per a les pròximes oportunitats de creixement, ofertes de productes, mercats a perseguir, competidors a mirar, etc. Això es veu en organitzacions com Chartis, AllState i Fidelity. I  més encara a partir de l'any 2019, a partir del qual el paper dels CDO està àmpliament acceptat, quan el 67,9% de les grans empreses van declarar haver nomenat un CDO, en comparació amb el 12,0% l'any 2012.

## Nomenaments primerencs de CDO
- Cathryne Clay Doss de Capital One va ser nomenada directora de dades el 2002.[7]
- Sanket doshi, CDO d'Oracle
- Usama Fayyad, director de dades i vicepresident sènior de Yahoo! el 2005.[8][9]

## Exemples notables de CDO
- Philip Bourne és director associat de ciència de dades als Instituts Nacionals de Salut[10]
- Usama Fayyad va ser el primer CDO de Yahoo! el 2004-2009 i també el CDO de Barclays a Londres del 2013 al 2016. Va mostrar com el paper pot generar valor mitjançant la creació d'una nova font d'ingressos de 500 milions de dòlars basada en l'orientació conductual dels anuncis de Yahoo! el 2008.[11]
- Ashok Srivastava és el director de dades d'Intuit, líder en intel·ligència artificial i aprenentatge automàtic de l'empresa.[12]

## Tendències sectorials i geogràfiques en CDO
Després de la crisi creditícia de 2008, molts bancs i companyies d'assegurances importants van crear el paper de CDO per garantir la qualitat de les dades i la transparència per a la gestió reguladora i del risc, així com per als informes analítics. Els CDO van ser designats originalment per centrar més l'atenció dels executius fora de la brúixola tradicional del director d'informació (CIO). Durant la pandèmia de la COVID-19, els directors de dades van demostrar que és important navegar per la situació canviant. Les empreses han d'adaptar-se i innovar per continuar mantenint beneficis i sobreviure. Dissenyar un full de ruta és una necessitat durant qualsevol interrupció del món empresarial a mesura que canvia l'entorn. La tendència és optimitzar l'ús de l'anàlisi aplicada per maximitzar les oportunitats de negoci i innovar. El 2020, els directors de dades van treballar estretament amb altres executius i es van centrar més en l'automatització. L'objectiu és reduir el temps del cicle analític alhora que es redueix el nombre d'errors de dades. La responsabilitat redueix i dóna espai a més oportunitats i crea un avantatge competitiu. Els CDO consideren fonamental mantenir-se al dia amb les normatives de govern, ja que hi ha diferents tipus de dades amb diverses ubicacions. Les lleis centrades en dades es continuen actualitzant i els CDO s'han d'actualitzar amb les lleis del mercat en què l'organització opera i recopila dades.